# 272

272(이백칠십이)는 271보다 크고 273보다 작은 자연수다.

## 수학
- 합성수로, 그 약수는 총 10개다. (1, 2, 4, 8, 16, 17, 34, 68, 136, 272)
  - 272의 진약수의 합은 286이므로, 272는 과잉수다.
- 회문수다.
- {\displaystyle 272=61+67+71+73}
  - 연속하는 네 소수(素數)의 합으로 나타낼 수 있으며, 이 성질을 지닌 앞의 수는 258, 다음 수는 290이다.
- {\displaystyle 272=16\times 17}
  - 연속하는 두 자연수의 곱으로 나타낼 수 있으며, 이 성질을 지닌 앞의 수는 240, 다음 수는 306이다.
- {\displaystyle 272=4^{2}+16^{2}}
  - 서로 다른 두 자연수의 제곱합으로 나타낼 수 있는 수다.
- {\displaystyle 33^{2}-1}은 272로 나누어떨어진다.
- 정272각형은 작도할 수 있다.

## 과학
- NGC 272(영어판): 안드로메다자리 방향에 있는 산개성단.

## 교통
- 고속도로 및 국도
  - 유럽 고속도로 272호선: 리투아니아 클라이페다에서 빌뉴스까지 이어지는 유럽 고속도로.
  - 일본 272번 국도(일본어판): 홋카이도 구시로시에서 시베쓰군 시베쓰정까지 이어지는 일본의 국도.
- 기타 도로
  - 현도 제272호선

## 군사
- U-272(영어판): 제2차 세계 대전에 사용된 나치 독일의 군용 잠수함.

## 문화유산
- 대한민국의 국보 제272호: 초조본 유가사지론 권32
- 대한민국의 보물 제272호: 장수향교 대성전
- 대한민국의 사적 제272호: 남원 만인의총

## 방송
- B tv의 영국 공영 방송인 BBC Earth 채널 번호.
- U+ TV의 C채널 채널 번호.
- LG헬로비전의 오르페오 채널 번호.

## 기타
- 연도: 272년, 기원전 272년